# Касса взаимопомощи
Ка́сса взаимопо́мощи (КВП) — общественное кредитное учреждение, добровольное объединение граждан для оказания взаимной материальной (финансовой) помощи путём предоставления обычно беспроцентных ссуд из фонда денежных средств, формируемых за счёт средств вступительных и ежемесячных членских взносов, а также процентов за использование выданных из кассы денежных средств (ссуды), если они взимаются. Следует отличать от кредитного союза.
Кассы взаимопомощи были очень популярны в советское время. В современных условиях кассы взаимопомощи могут создаваться в различных формах: с образованием юридического лица (например, в форме некоммерческого партнёрства) или без образования юридического лица (например, при профсоюзных организациях).

## Кассы взаимопомощи в СССР
Касса взаимопомощи в СССР представляла собой добровольную организацию членов профсоюза, объединяющихся для оказания взаимной товарищеской материальной помощи. Типовой устав кассы взаимопомощи при комитете профсоюза был утверждён постановлением Президиума ВЦСПС от 20 февраля 1959 года.
Касса взаимопомощи создавалась по решению профсоюзного комитета при наличии на предприятии (в учреждении, учебном заведении) не менее 15 членов профсоюза, желающих быть её членами.
Касса взаимопомощи подлежала регистрации в вышестоящем профсоюзном органе: совете профсоюзов или республиканском (краевом, областном, районном, городском) комитете. Она действовала на основании устава, являлась юридическим лицом. Членом кассы взаимопомощи мог быть любой член профсоюза, работающий на данном предприятии (в учреждении), или учащийся учебного заведения. При вступлении в члены кассы взаимопомощи уплачиваются вступительный взнос в размере 0,5 % месячного заработка (стипендии). Аналогичная сумма уплачивалась ежемесячно как членские взносы. Член кассы, сделавший 50 ежемесячных взносов, по его желанию освобождался от дальнейшей уплаты взносов, и ему предоставлялось право первоочередного получения ссуд. При выходе из рядов членов кассы взаимопомощи выбывшему возвращались все уплаченные им членские взносы.
Высшим органом кассы взаимопомощи было общее собрание (конференция) членов кассы. На этом собрании избиралось правление кассы взаимопомощи сроком на один год до следующего собрания. Общее собрание членов кассы также сроком на 1 год избирало ревизионную комиссию, которая не реже 2 раз в год, а также при смене председателя правления, казначея или счётного работника проводила ревизию деятельности правления, ежемесячно проверяла наличие кассы, могла производить внеплановые проверки.
За счёт фонда денежных средств, образующихся из вступительных и членских взносов, процентов за пользование ссудами, дотаций по профсоюзному бюджету и других источников касса взаимопомощи выдала долгосрочные и краткосрочные ссуды, а в отдельных случаях — безвозвратные пособия. Задолженность по ссудам взыскивалась в бесспорном порядке (по исполнительной надписи нотариальной конторы) или через районный (городской) народный суд.

## Кассы взаимопомощи в современных условиях
В современных условиях в Египте наблюдается высокая инфляция и резкое падение уровня жизни. В этих условиях египтяне нашли выход путём создания касс взаимопомощи.
Суть египетских касс взаимопомощи заключается в том, что группа людей, живущих по соседству друг с другом, либо родственники, либо коллеги по работе организуют небольшой коллектив (в среднем, состоящий из 5 человек). Ежемесячно каждый член такой «кассы взаимопомощи» вносит в общий фонд определённую сумму. Собранная сумма ежемесячно отдаётся одному из членов группы в порядке очерёдности. Таким образом, в течение нескольких месяцев (что зависит от количества членов кассы) каждый её участник получает фиксированную сумму наличными. Накопленные таким образом средства используются для крупных покупок или решения других финансовых проблем, требующих значительных затрат (например, свадьба).

Один из участников такой кассы, — молодой египтянин, — говорит: «Последняя группа взаимопомощи, в которой я состоял, приносила мне около 500 долларов в месяц, и в результате я накопил 3000 долларов»
В странах СНГ также наблюдается организация касс взаимопомощи по такому же принципу как и египетские. Чаще всего кассы взаимопомощи создаются на форумах группой активных участников. При этом используются такие термины как «Играть в кассу» и «Чёрная касса». Известны случаи создания сайтов для игры в кассу.